# Tage Andersson
Anders Tage Sigfrid Andersson, född 14 mars 1929 i Hökaboda i Småland, död 17 mars 2023, var en svensk entreprenör.
Tage Andersson var det äldsta av två barn till bonden Fabian Andersson (1899–1974) och Ellis Andersson (1901–1986). Han installerade en enkel cirkelsåg 1945 på hemmagården Hökaboda i Alvesta kommun. År 1959 flyttades sågen till närbelägna Åboda by, där det uppförda sågverket totalförstördes i en brand 1968 och återuppbyggdes 1969-1970. Tage Andersson var en av pionjärerna inom att använda sågning med dubbla klingor, vilket rationaliserade och gjorde sågningen mindre personalkrävande och samtidigt ökade produktionskapaciteten betydligt. 
Sågverksrörelsen har sedan dess vuxit till dagens trävarugrupp ATA Timber AB med huvudkontor i Moheda och med sex sågverk i södra Sverige och pappersmassabruket Waggeryd Cell i Vaggeryd. År 2015 var ATA-gruppen ett av Sveriges största och mest lönsamma privata skogsindustriföretag.
Tage Andersson var huvudägare och styrelseordförande i ATA Timber AB.

### Fotnoter
1. ↑  ”Vår historia - ATA Timber”. ATA Timber. Arkiverad från originalet den 4 oktober 2013. https://web.archive.org/web/20131004234411/http://www.ata.nu/foretaget/historik/. Läst 21 december 2017.
2. ↑  ”Massafabriken en sedelpress”. Dagens industri. 15 juli 2015. https://www.di.se/di/artiklar/2015/7/16/massafabriken-en-sedelpress/. Läst 21 december 2017.